# Storia di Bobbio
La storia di Bobbio segue la storia dell'Italia, specie settentrionale, ma anche europea. Dal periodo romano e soprattutto all'arrivo di San Colombano (614) e alla poi formazione della sua abbazia che diverrà: Sede vescovile (1014), Contea vescovile (1028), Signoria prima del Malaspina (1304) e poi dei Visconti (1341), Contea del Ducato di Milano sotto i Dal Verme (1436-1805), Marchesato sempre sotto i Dal Verme (1516) sotto il Principato di Pavia, Provincia di Bobbio (1743-1861) sotto i Savoia (con la parentesi ligure: 1805-1859), Circondario (1861) e dal 1923 comune piacentino.

Lo stemma di Bobbio

## Preistoria
I reperti archeologici consentono di stabilire una presenza dell'uomo durante il neolitico (5000-2800 a.C.). L'insediamento neolitico principale era il villaggio del Groppo, collocato nell'area fra il monte Groppo (1.000 m s.l.m.) e la cima del monte Pan Perduto (1.008 m s.l.m.) a poca distanza dal monte Pradegna, vicino alla frazione bobbiese di Cadelmonte e vicino alla cima di Pietra Corva, qui gli scavi hanno rivelato manufatti litici e numerosi frammenti di ceramica impressa. Accette ed asce realizzate con serpentino verde scuro e verde grigio, minerale abbondante con la presenza in zona di numerosi affioramenti di ofioliti, e lame in selce biancastra.
Nel 1928 nell'area di Pian dei Castelli, collocata nel displuvio verso il Trebbia, raggiungibile dalla strada di Carana e scendendo dalla località La Riva verso il Trebbia in vista delle anse di San Salvatore di Bobbio; si trovarono reperti risalenti all'età del Bronzo (2300-1100 a.C.), un'ascia ad alette e una punta di lancia in bronzo a forma di foglia. Anche nel villaggio del Groppo si sono rinvenuti reperti bronzei, come braccialetti, anelli ed asce. La maggior parte dei reperti sono conservati al Museo di archeologia ligure di Genova a Pegli, altro materiale rinvenuto in epoca successiva è oggi al Museo archeologico nazionale di Parma; probabilmente vi erano altri insediamenti rimasti sconosciuti anche per l'interruzione delle ricerche archeologiche.

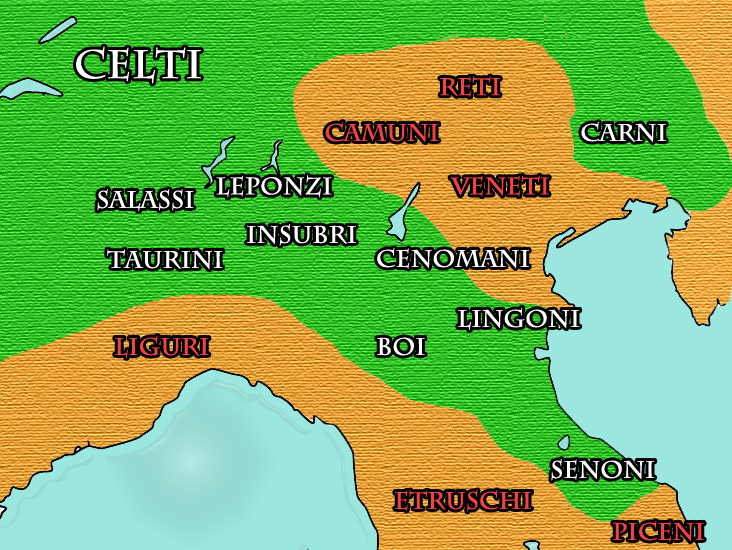
Le popolazioni della Gallia cisalpina dopo l'arrivo dei Celti e prima della conquista romana

### Liguri (1100 a.C.)
Il popolo dei Liguri era diviso in vari gruppi, quello che si stabilì nella valle di Bobbio fu il Bagienno, dominò la zona per più di cinque secoli. Il suo arrivo nella val Trebbia si può collocare verso l'inizio dell'Età del Ferro (1100 a.C.). I Liguri preferivano abitare in villaggi aperti, in semplici capanne di legno. Le loro risorse provenivano dall'agricoltura e dalla pastorizia e solo occasionalmente dal baratto dei prodotti. Fibule, asce, scalpelli e aghi crinali, sono state rinvenute presso il villaggio del Groppo e la tomba rupestre della Spanna (questo toponimo, "Spennella", era già presente nella Tavola alimentaria di Velleia).
Presso l'area del Groppo è presente un "castelliere" che evidenza un vallo circolare tipico di queste strutture difensive, il sito risulta ancora utilizzato in epoca romana: probabilmente fu una delle ultime fortezze liguri a cedere al nascente Impero attorno al 14 a.C.

### Celti
Durante il V secolo a.C., l'arrivo nella pianura Padana dei Celti e successivamente dei Galli Boi, spinse i Liguri a riparare nelle valli interne dell'Appennino. La medesima sorte tocco alle popolazioni celtiche quando i Romani, nel 222 a.C., riuscirono a conquistare gran parte della Pianura Padana. Nel 218 a.C., le popolazioni celtiche e liguri della zona, alleate di Annibale parteciparono alla Battaglia della Trebbia sconfiggendo il console Tiberio Sempronio Longo.
Pare che lo stesso Annibale scese con i suoi dal Monte Penice per poter da lassù vedere tutto il circondario e stabilire la sua tattica di guerra, in cima al monte vi era un luogo sacro dedito al culto pagano-celtico che poi diventò cristiano. La loro influenza rimane nella toponomastica locale: "Saltus Boielis", il primitivo nome del Monte Penice, deriva dalla radice Boi, che passa al vicino torrente e nell'epoca romana all'insediamento (Boi, Boielis, Bouium, Bovium, Bobium) di Bobbio; il nome "Penice" viene da penn, colle; da dubro (acqua) derivano i nomi di due torrenti, il Dorbida e il Dorba vicino a Bobbio.

## Romanizzazione della valle (14 a.C.)

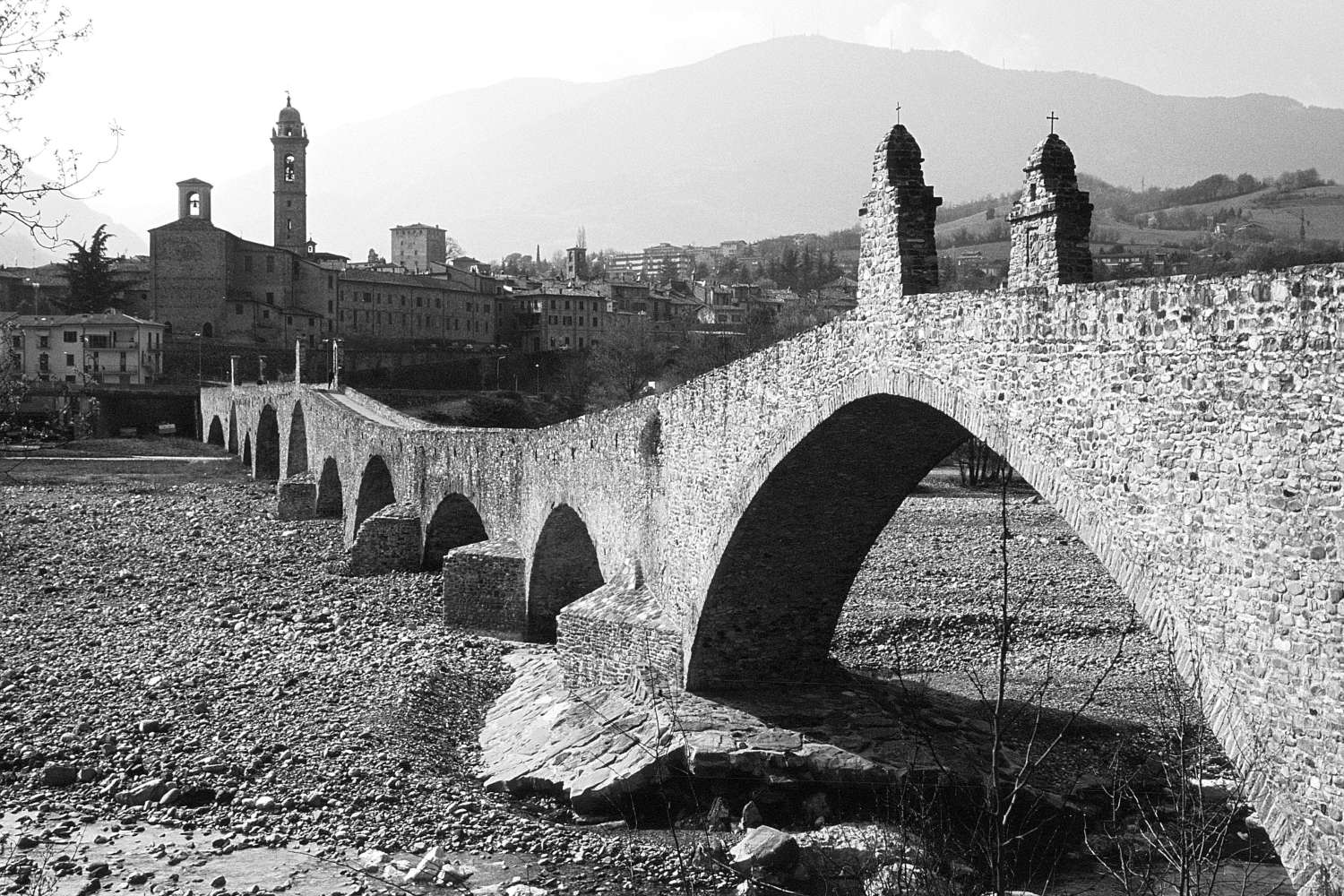
Il Ponte Gobbo sul fiume Trebbia

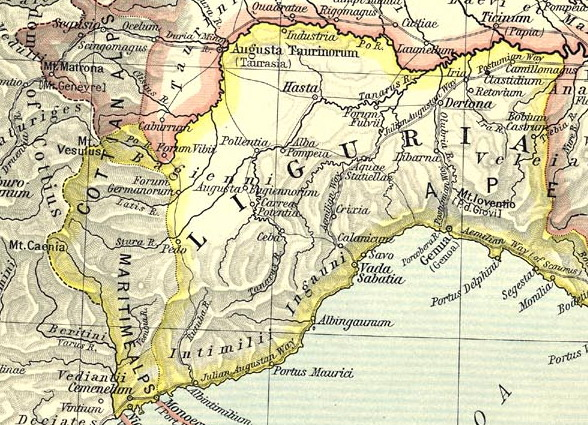
La Regio IX Liguria Augustea

Solamente dopo il 14 a.C. i romani riescono a sottomettere le bellicose popolazioni dei liguri, la zona di Bobbio entrò a far parte della Gallia Cisalpina e del municipio di Velleia come Pagus Bagienno con altri 15 pagi.
Il nome del pago deriva dalla popolazione dei liguri Bagienni (o Vagienni) che spinti dai celti colonizzarono l'area della Val Trebbia, con sede nei pressi di Bobbio.
Confinava con il pago Domizio (Mezzano Scotti) nella zona di Barberino, il pago Albensis (Ferriere-Val Nure), il pago Moninas (Ottone), una porzione del pago Martius (Rovegno) e con lo spartiacque risalente dal Monte Lesima al Monte Pradegna direttamente con il municipio di Libarna. Il territorio comprendeva: Barberino-valle del Perino-monte Osero-spartiacque della val Nure-Rufinati (rivus finalis)-torrente Aveto, Confiente (ad confluentiam)-il fiume Trebbia fino a Ponteorganasco-il monte Lesima (saltus Lesis)- il monte Penice (saltus Boielis)-monte Pradegna (saltus Dinium)-Barberino; ora il territorio oggi compreso dai comuni di Bobbio, Corte Brugnatella, Brallo di Pregola, Coli e la parte di Ferriere posta sull'Aveto. Delle attività economiche romane rimane traccia nello sfruttamento delle acque salse per uso termale e per la produzione di sale e quella dei laterizi nella fornace del rio Gambado.
Il territorio della Gallia Cisalpina intorno al 7 d.C. venne suddiviso sotto l'imperatore Augusto in quattro regioni, la zona bobbiese, la Val Trebbia ed il piacentino furono divise fra Liguria ed Emilia; Bobbio e l'alta val Trebbia, entrarono a far parte della Regio IX Liguria. Il Monte di Barberino vicino a Bobbio divenne il confine emiliano, rimanendo tale fino al 1923. In seguito vi fu la decadenza del municipio di Velleia ed il suo abbandono.
Probabilmente la crescita del borgo con il formarsi del Castrum Bobium si ebbe attorno al IV secolo. A questa data risale la tomba della famiglia patrizia dei Cocceio, tra i quali il console C. Cocceio Alessandro ed il figlio Terenziano, parenti dell'imperatore Marco Cocceio Nerva.
Nel centro di Bobium, proprio sull'area dell'odierna abbazia e vicino all'antico pozzo cittadino romano, un ignoto missionario, forse inviato dal vescovo di Piacenza San Savino, eresse una chiesa dedicata a San Pietro (fine IV secolo), che ebbe poi il titolo di Basilica, con l'intento di combattere il paganesimo ancora diffuso nelle campagne. Sull'area ora occupata dal castello sorse anche l'antica chiesa romana di Santa Maria (ne rimangono i resti assieme alla torre del vescovo).

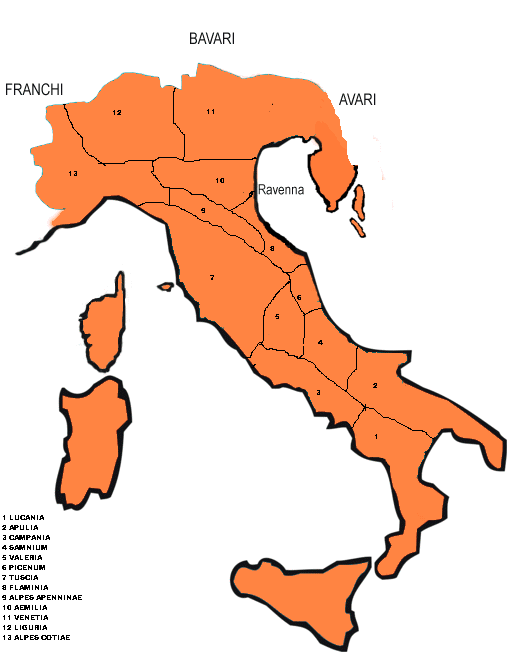
La prefettura del pretorio d'Italia, suddivisa in province.

## Invasioni barbariche
Tra il 554 e il 568, dopo la fine della guerra gotica che decretò la riconquista bizantina dell'Italia intera, venne costituita la provincia romana di Alpi Cozie, comprendendo Piemonte e Liguria. Paolo Diacono, infatti, descrivendo le province in cui era suddivisa l'Italia al tempo dell'invasione longobarda, descrive una provincia dal nome Alpi Cozie:
(Paolo Diacono, Historia Langobardorum, II,16.)
In seguito alla conquista longobarda delle città più a settentrione la provincia fu soppressa e accorpata e intorno al 584 la parte della Liguria rimasta bizantina assunse il nome di Provincia Maritima Italorum, cadendo in mano longobarda intorno al 643, in seguito alle conquiste di re Rotari.

## Alto Medioevo

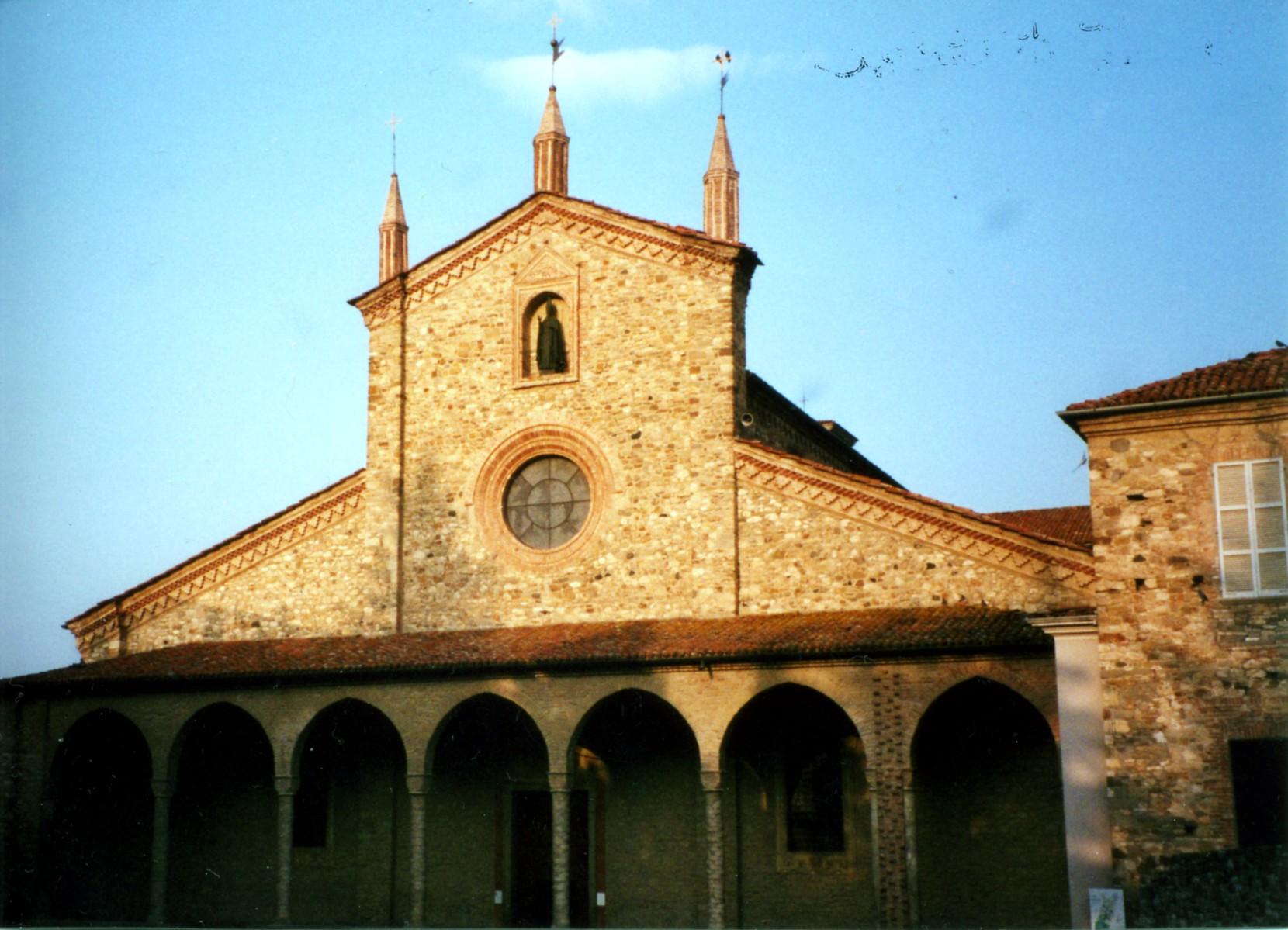
La Basilica di San Colombano abate

L'Italia suddivisa fra longobardi e bizantini

## Longobardi
I Longobardi scesi in Italia nel VI secolo, conquistano Pavia nel 572 e dopo pochi anni dopo l'Oltrepò anche l'alta val Trebbia ed il territorio di Bobbio, l'antico Castrum Bobium, passando quindi gli antichi confini ed entrando nella Liguria appenninica. Il borgo di Bobbio che si era preservato dopo la caduta dell'impero romano e le guerre gotiche, anche per la sua posizione isolata e di montagna, non subì distruzioni e dopo la conquista longobarda continuò certamente ad essere regolarmente abitato al fine di sfruttare le antiche fornaci romane e le preziosissime saline, i longobardi pur essendo ariani non perseguitarono i cristiani che poterono continuare ad esercitare il culto nell'antica basilica di San Pietro. Il territorio confluì sotto il Ducato di Pavia ed i terreni confluiscono nel demanio reale, mentre il reddito delle saline apparteneva al condottiero e duca Sundrarit.

## San Colombano
Nel 612 giunse in Italia il monaco irlandese Colombano. Colombano ed i suoi compagni, nel percorso che dal monastero di Bangor doveva portarli a Roma, avevano già fondato diversi monasteri come Luxeuil, Annegray (La Voivre (Alta Saona)), Fontaine nella Francia dei re Merovingi e San Gallo, nell'odierna Svizzera.
A Milano, Colombano venne ricevuto dal re Agilulfo e dalla regina Teodolinda. I monarchi longobardi erano preoccupati dalla necessità di riallacciare i rapporti con il papato a seguito dello Scisma tricapitolino ed affidarono a Colombano una missione diplomatica in tal senso. In seguito a ciò decisero di ricompensare i monaci con una porzione di terreno demaniale, affinché potessero creare un nuovo cenobio. La scelta cadde su Bobbio, a seguito dell'indicazione di un certo Giocondo. Si tramanda che la stessa regina salì sulla vetta del Monte Penice per ispezionare i luoghi. Il documento di donazione, datato 24 luglio 613, riconobbe a Colombano ed ai suoi la metà dei diritti sulle saline del duca Sundrarit e dell'antico pozzo romano che divenne per metà il pozzo del monastero (diviso dal muro monastico e rimanendo l'altra metà a disposizione dei bobbiesi). Nell'autunno del 614, Colombano arrivò a Bobbio, dove restaurò la vecchia chiesa dedicata a San Pietro, attorno alla quale iniziarono a sorgere le prime costruzioni del monastero. Colombano morì il 23 novembre del 615, dopo appena un anno di permanenza, lasciando la guida del monastero all'abate Attala.

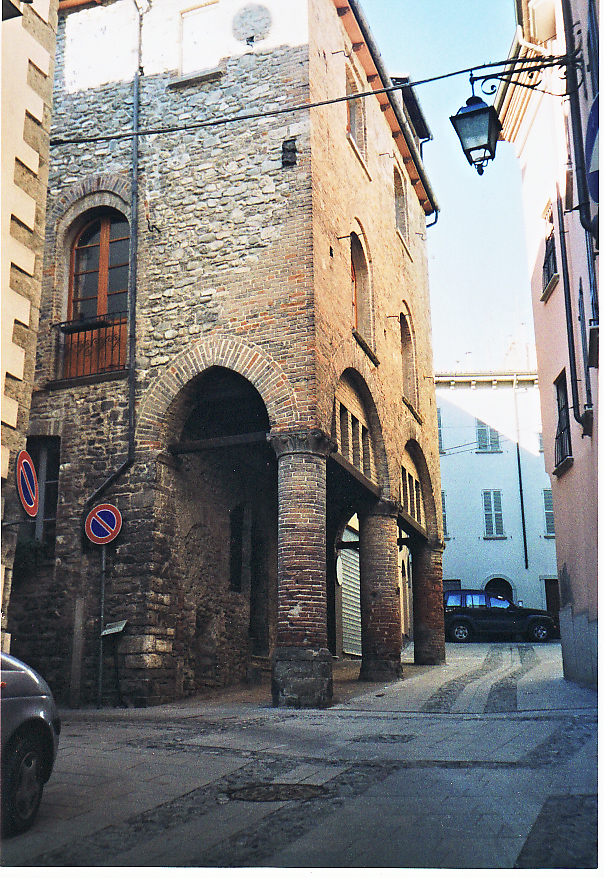
La casa della regina longobarda Teodolinda

### Primi successori di Colombano
- Sant'Attala (615-627): il complesso si ingrandisce ed aumentano i monaci (tra i quali Giona);
- San Bertulfo (627-642): che ottiene nel 628 dal Papa Onorio I la protezione pontificia sul cenobio, e incarica Giona di scrivere la biografia di San Colombano;
- San Bobuleno (643-652): che riforma con il consenso del Papa Teodoro I la vita monastica: alle regole colombaniane viene affiancata in forma mista quella benedettina. Sotto di lui i monaci diventano 150, inoltre dal 643 è il primo Abate mitrato;
- San Cumiano (653-661): già vescovo in Scozia viene a Bobbio da monaco nel 644; il re Liutprando gli farà dono di una stupenda lapide sepolcrale, oggi conservata nel museo dell'Abbazia;
- Congello (o Comgall) (beato) (vissuto pochi mesi);
- Vorgusto;
- Anastasio (747-800);
- Gundebaldo (800-833).

### Il Cenobio e il Governo abbaziale (VII e VIII secolo)
Nei decenni successivi la morte del fondatore, il monastero diventò uno dei maggiori centri culturali dell'Italia settentrionale. La regola colombaniana (ora et labora et studia: pregare, lavorare, studiare) obbligava i monaci a dedicarsi agli studi e, per fornire al cenobio i testi necessari, venne fondato lo Scriptorium di Bobbio. Esso era molto efficiente, grazie anche all'opera di maestri irlandesi e nel IX secolo produsse il Glossarium Bobiese, una delle prime enciclopedie medioevali. La biblioteca aveva dimensioni ragguardevoli: nel 980 il catalogo di Gerberto recensì 700 codici. Dei 150 manoscritti latini anteriori al VII secolo oggi conservati, ben 25 provengono dalla biblioteca del monastero.
Il cenobio sorgeva su un'area demaniale concessa dal sovrano e in sostanza si amministrava autonomamente. L'abate, a cui i re longobardi avevano concesso ampie prerogative di governo, una specie di Governo abbaziale, intratteneva rapporti piuttosto stretti con la Corte. Si ipotizza che l'Editto di Rotari (643) sia stato, almeno in parte, preparato da alcuni monaci bobbiesi nel monastero.
Per collegare i vari appezzamenti, i monaci avevano a loro disposizione pure una flotta di imbarcazioni, a cui ancora nell'860 venne riconosciuto il libero transito sul fiume Po e sul Ticino, favorendo il collegamento con Pavia e con i propri possedimenti del Mincio, di Comacchio e di Venezia.
Nell'862 l'estimo bobbiese del monastero fornisce i seguenti dati: dipendevano dai monaci 350 massari e 300 livellari, sul territorio si potevano allevare 5500 maiali, si producevano 1600 carri di fieno, 3000 libbre di olio, 14000 moggi di cereali, 2000 anfore di vino. I pagamenti in denaro rendevano 220 soldi.

## I Franchi e Bobbio (774-1014)

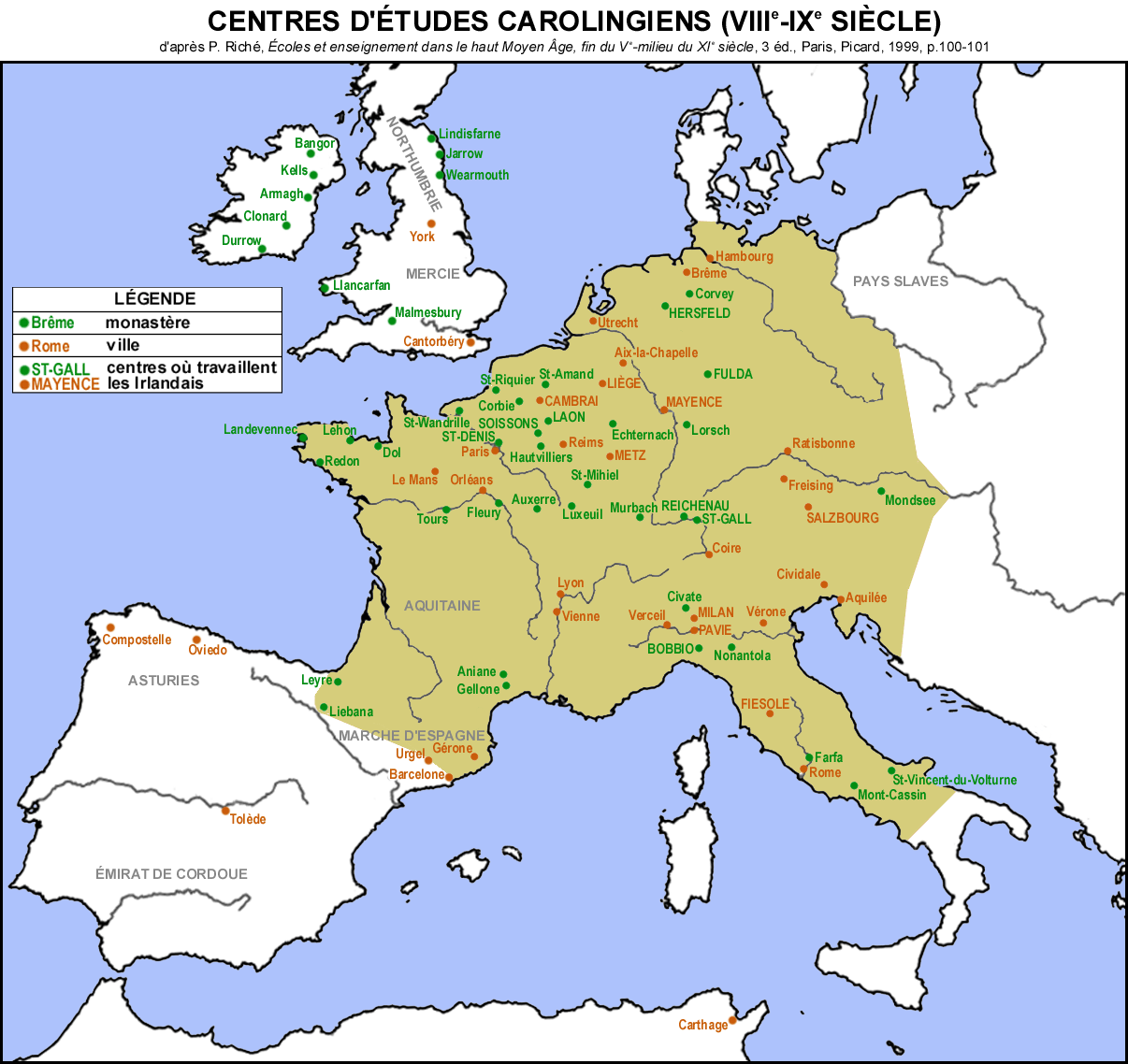
Centri di studio nel VIII e IX secolo: in verde le scuole monastiche, in arancione le scuole episcopali.

Con i Carolingi (nel 774 i Franchi conquistarono Pavia), il monastero passò sotto la protezione imperiale. In analogia con quanto avveniva in quasi tutto l'Impero, per cenobi di questo tipo, la nomina dell'abate era decisa dall'autorità politica. Carlo Magno donò al cenobio la selva di Montelugo e l'Alpe Adra, sulla punta di Moneglia, concedendo così uno sbocco diretto sul mar Ligure.
Il primo abate dell'era carolingia di cui si ha memoria fu Wala, non a caso cugino, consigliere e ministro di Carlo Magno prima e poi di Ludovico il Pio quando Wala venne allontanato dalla corte imperiale scelse Bobbio e fu eletto dai monaci alla carica di abate nell'833. A seguito del consolidarsi del potere di nomina imperiale, il titolo di abate, iniziò ad essere considerato un beneficio, assegnato ad ecclesiastici vicini alla corte imperiale per assicurare loro un titolo ed un reddito. Costoro spesso continuavano ad occupare il loro precedente incarico, inviando alla sede abbaziale di cui erano titolari un sostituto.
Alcuni degli abati di questo periodo sono:
- Ebbone (836-843) arcivescovo di Reims;
- Amalrico (843-849), vescovo di Como;
- Hilduino (850-859) arcivescovo di Colonia;
- Amalrico II (860-865);
- Guinibaldo I (865-883).
- Agilulfo (883-896), che esercitò effettivamente le sue funzioni. Sotto Agilulfo si iniziò l'ingrandimento del monastero che venne dedicato a San Colombano, la costruzione di edificò sopra l'antico nucleo monastico e della basilica di San Pietro.
- Dopo Agilulfo si tornò al sistema della commenda con Liutwardo (896-?), arcivescovo di Vercelli.

### La decadenza (X secolo)
Nel X secolo il monastero iniziò a decadere. La protezione imperiale e quella pontificia iniziarono ad affievolirsi, mentre l'assegnazione della carica di abate a personalità che non la esercitavano effettivamente, considerandola soltanto una fonte di reddito, portò ai problemi amministrativi che è facile immaginare. Bobbio ricade nella nuova divisione amministrativa della Marca Obertenga assegnato ai marchesi Obertenghi che vantano diritti politici anche sul feudo bobbiese, mentre vaste parti di territorio sono assegnate dall'imperatore Ottone I al marchese Oberto I.
Abati:
- Raperto (?-903);
- Teodelassio (903-917);
- Silverado (917-927).
- Gerlanno (928-936), per ottenere protezione, decise di trasportare il corpo di San Colombano a Pavia davanti al re d'Italia Ugo di Provenza nel 929.
- Luifredo (936-943);
- Giseprando (943-973), vescovo di Tortona, riprende l'uso della commenda;
- Pietro I (973-980);
- Guinibaldo II (980-982).
- Gerberto di Aurillac, futuro papa Silvestro II, nominato nel 982 da Ottone II. Gerberto rimase a Bobbio pochi mesi, tornando a Reims dopo la morte dell'Imperatore.

## Il Basso Medioevo

### Bobbio diviene Città, sede vescovile e Comune (1014)
Nel 999 divenne abate Pietroaldo (999-1017), designato da Silvestro II. A lui si deve la trasformazione dell'abbazia in sede vescovile e contea, per scongiurare i tentativi di usurpazione da parte dei vicini vescovi di Piacenza e Tortona. L'abate nel Natale del 1013 si reca a Pavia dall'imperatore Enrico II riuscendo nel progetto e dopo l'approvazione del Papa Benedetto VIII il 14 febbraio 1014 Bobbio ebbe il titolo di Città imperiale e l'elevazione in sede vescovile. L'assegnazione del titolo comportava privilegi, con un diverso ordinamento legale-amministrativo-fiscale.
Il primo vescovo fu proprio l'abate Pietroaldo, che assommò provvisoriamente le due cariche (divenendo quindi abate-vescovo con diocesi esente, ossia soggetta alla Santa Sede). L'unione delle due cariche venne scissa immediatamente dopo Pietroaldo. Il nuovo vescovo Attone scelse come chiesa cattedrale l'antica chiesa romana di Santa Maria (di cui rimangono i resti assieme alla torre detta "del vescovo" accanto al castello Malaspina-Dal Verme), in attesa della costruzione della nuova cattedrale di Santa Maria Assunta (che prese il nome ed il titolo dall'antica fondazione romana). Nuovo abate del monastero fu Bosone.
I notabili laici (boni homines) che collaboravano all'amministrazione cittadina, con il titolo di Città, ebbero modo di rimarcare la loro indipendenza dal potere feudale dando vita al Comune. Si trattava inizialmente di un "Comune rustico" in cui l'organizzazione era sotto il controllo prima dell'abate e poi della cogestione vescovo-abate. Si forma così anche un primo assetto difensivo murario.

### Il vescovo-conte e la contea di Bobbio
Il prestigio del vescovo aumenta decisamente con la donazione del diacono Gerardo (20.000 iugeri, pari a 240.000 pertiche) il 19 dicembre 1028 al vescovo di Bobbio Sigefredo e all'abate. Una serie di cospicui lasciti consolidò il patrimonio del vescovo a cui toccano, oltre alle terre assegnate dall'Imperatore al momento in cui la sede vescovile era stata eretta, i seguenti castelli: Monteforte, Bosmenso, Massinigo, Carro, Bognassi, Colle di Arpeselle in valle Staffora, Trebecco, Ruino, Montemartino, Casaliggio nella val Tidone, Pigazzano nella val Trebbia, Gavi, Montecicioni in val Nure.
La contea di Bobbio nasce con il vescovo Luisone (1046-1058), seguito poi dal vescovo Opizzone (1059-1068). Con Guarnerio (1073-1095) il potere comitale raggiunge il vertice più alto, vennero così finalmente iniziati i lavori per la nuova cattedrale di Santa Maria Assunta, in stile romanico. Il vescovo Guarnerio decise di aderire alla politica imperiale di Enrico IV, venendo in attrito con il Papa. Dopo la sua partecipazione al sinodo di Bressanone, in cui l'imperatore ed i vescovi presenti deposero il Papa titolare Gregorio VII per l'antipapa Clemente III, la sua sorte fu inesorabilmente segnata. Infatti nel 1081 venne raggiunto dalla scomunica e, nel 1095, dopo il Concilio di Piacenza da parte del Papa Urbano II, fu costretto ad abbandonate la carica vescovile ed il titolo di conte. Questo fatto segnò definitivamente Bobbio e la contea, causandone non solo la decadenza, ma l'inesorabile smembramento ed annessione di territori da parte delle contee più grandi.

### Il comune consolare (XII secolo)

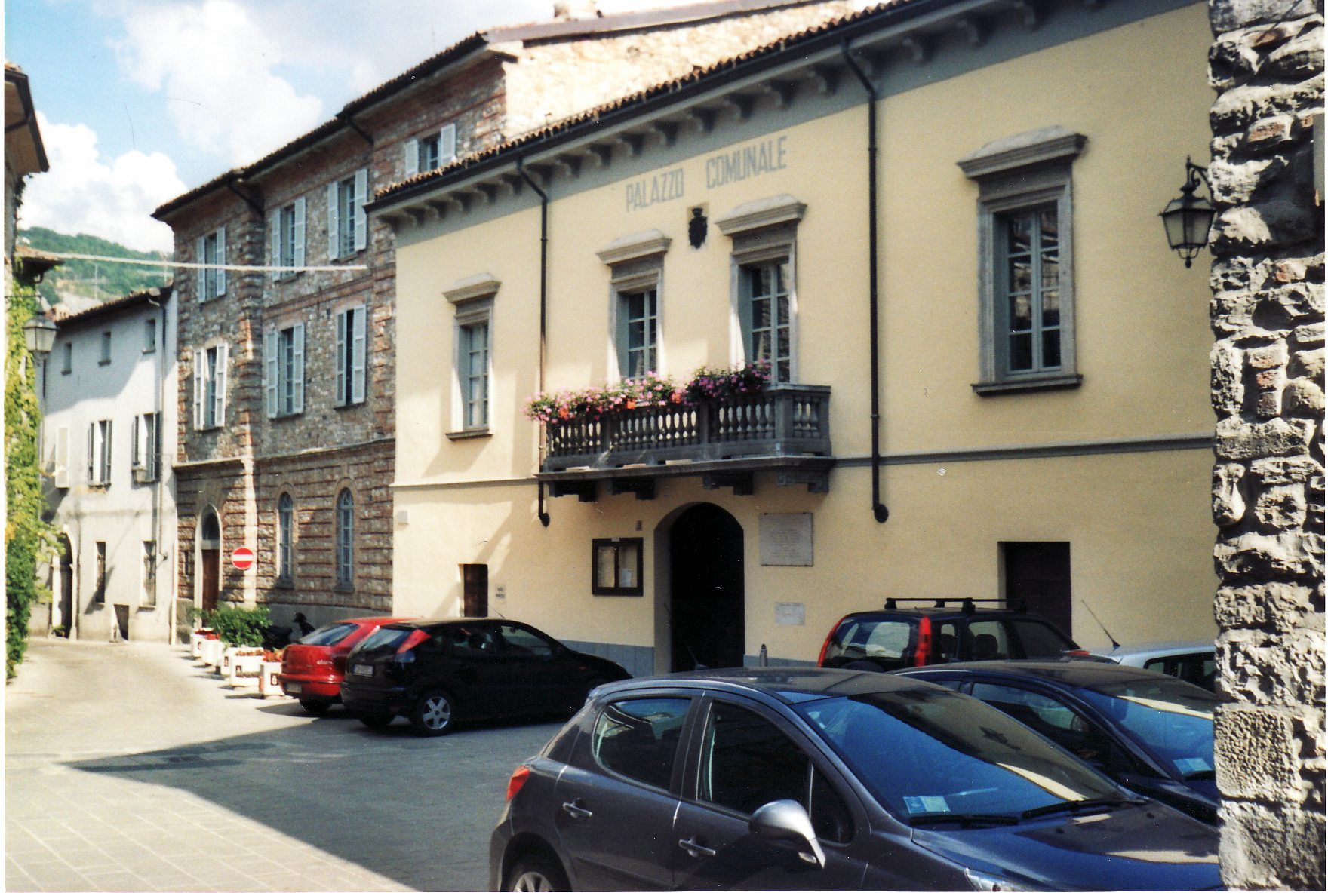
Il Palazzo Comunale sede del Municipio di Bobbio ed ex Convento di S. Chiara

I successori di Guarnerio, Ugo, Alberto I, Oddone e Pallemone, riescono a malapena a mantenere il potere comitale, questo consentì ai notabili laici (boni homines) che collaboravano all'amministrazione del comune fin dall'XI secolo, di rimarcare la loro indipendenza dal potere e nel contrasto fra i due poteri l'ente sviluppò sempre più autonomia e sovranità, e all'inizio del XII secolo si formarono così i primi istituti comunali di tipo consolare. Il comune era amministrato dal Consiglio cittadino che eleggeva i consoli.
Intorno al 1125 si tenta di ritornare alla formula Vescovo-abate, con l'elezione del vescovo Simone, già abate del monastero, che per arginare i nuovi tentativi esterni contro il patrimonio fondiario, ricorre al papa Innocenzo II che nel 1133 decide di aggregare alla nuova sede metropolitana di Genova la diocesi di Bobbio.
La decisione crea una crescente rivalità tra monastero e vescovo, con implicazioni legate alla politica del tempo. Se il vescovo e il comune erano sostenitori del partito guelfo, il monastero era filo-imperiale e quindi ghibellino, inoltre soprattutto il monastero voleva conservare la sua indipendenza e continuare a dipendere solo dalla Santa Sede. Allora Simone cede la carica di abate ad Oglerio Malvicino, che ottenne la conferma dell'indipendenza abaziale nel 1144, mentre il vescovado rimaneva dipendente dalla metropolitana genovese.
Nel 1160 i ghibellini presero il controllo della città. Il vescovato fu preso d'assalto e il vescovo Oberto Malvicino trucidato. L'imperatore Federico Barbarossa lo sostituì con una persona di sua fiducia, il vescovo Guglielmo da Oneto. La riscossa guelfa avvenne poco più di dieci anni dopo, grazie all'intervento armato del comune di Piacenza. Il 7 giugno 1173, davanti a un console di Piacenza, prestarono giuramento due nuovi consoli e 125 cittadini.

### Bobbio nella Lega Lombarda e la pace rifiutata

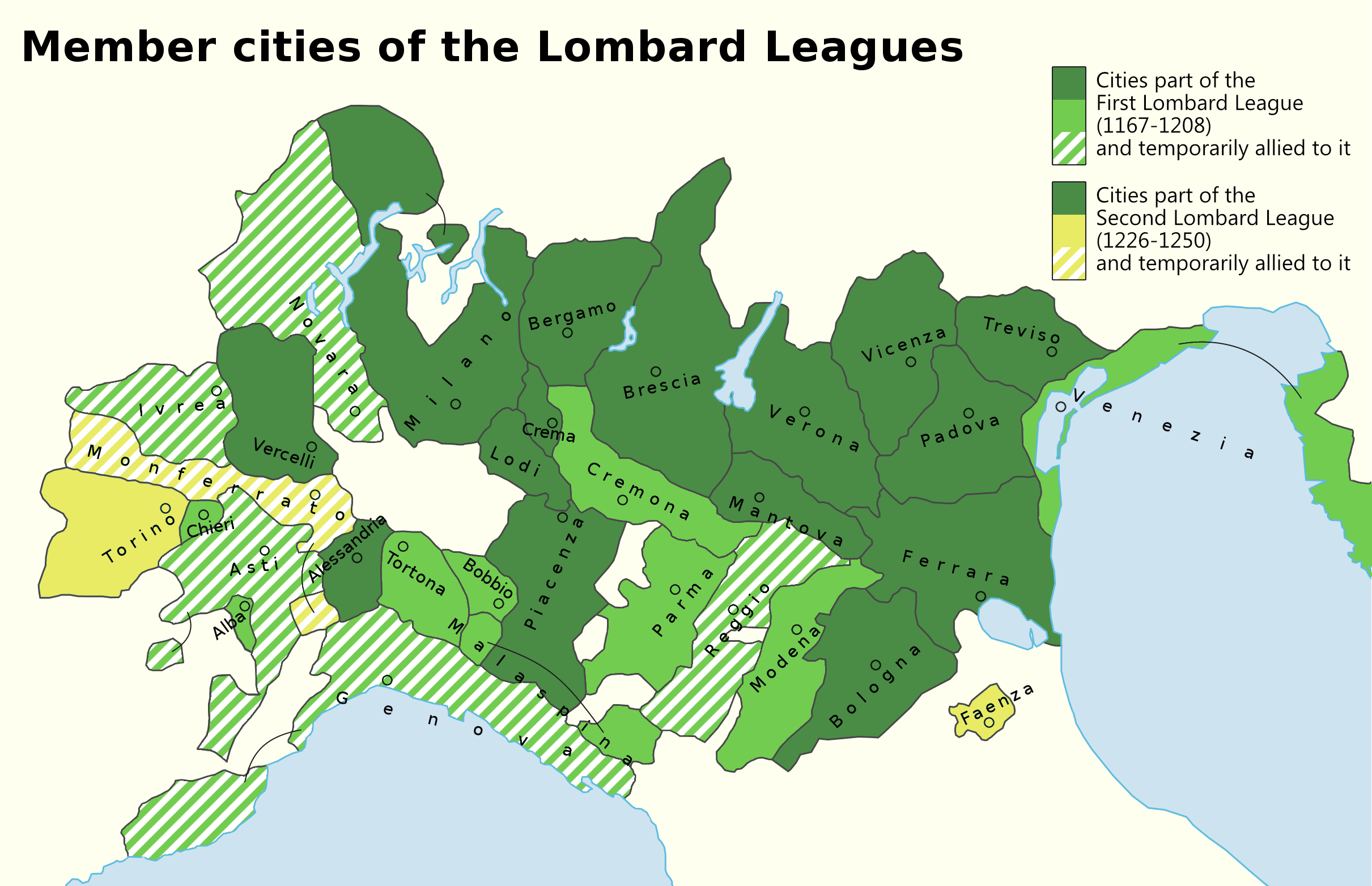
Città facenti parte della prima e della seconda Lega Lombarda

La Lega Lombarda venne formata per contrastare Federico I di Hohenstaufen detto "Il Barbarossa", imperatore del Sacro Romano Impero, nel suo tentativo di restaurare l'influenza imperiale nell'Italia settentrionale. Federico reclamò il controllo diretto sull'Italia settentrionale alla Dieta di Roncaglia (1158) e la invase nel 1158 e nel 1166. La Lega godeva del supporto di Papa Alessandro III, anch'egli desideroso di veder declinare il potere imperiale in Italia.
L'alleanza si costituitì il 7 aprile 1167 presso l'abbazia di Pontida, e formata da Milano, Ferrara, Piacenza e Parma. Il 1º dicembre 1167 venne allargata tramite l'alleanza con la Lega Veronese ed altri Comuni, che portò nella Lega numerose città della pianura padana (che allora poteva essere definita 'Lombardia' nella sua totalità), tra cui Bobbio.
Fallito l'Assedio di Alessandria (1174-1175), le truppe imperiali con Federico Barbarossa si ritirarono a Pavia per recuperare le forze ed attendere gli aiuti tedeschi. Gli ambasciatori delle città della Lega fra le quali Bobbio ed il marchese Obizzo Malaspina condussero i negoziati per la pace che venne rifiutata immediatamente.
Le truppe milanesi e di tutta la Lega, che secondo fonti tedesche potevano contarsi in circa centomila uomini, si mossero il 20 maggio 1176 per la via di Como per impedire il congiungimento delle fresche truppe tedesche con quelle imperiali a Pavia.
Nella Battaglia di Legnano del 29 maggio 1176, Federico I venne sconfitto dalle truppe comunali della Lega, guidate, secondo le credenze popolari, dal condottiero Alberto da Giussano (accreditato come mero personaggio leggendario). Secondo invece gli storici, la Lega Lombarda fu capitanata da Guido da Landriano.
Dopo diverse altre sconfitte, l'imperatore accettò una tregua di sei anni, detta tregua di Venezia, dal 1177 al 1183, fra l'imperatore Federico Barbarossa e papa Alessandro III ed accettata da molte città fedeli al papa, ma non da Bobbio, Piacenza e dal marchese Obizzo Malaspina assieme ad altri comuni.
Si perdurò stancamente quindi, con il grosso degli eserciti lombardi scemati, fino agli accordi di pace che iniziarono a Piacenza nell'aprile del 1183 fra i legati imperiali e i deputati delle città Lombarde, ambe le parti volevano ormai la pace. Nella Basilica di Sant'Antonino furono firmati i preliminari della pace, poi ratificata dai comuni lombardi nella parte conventuale della Chiesa di Santa Brigida d'Irlanda (di fondazione irlandese un tempo dipendenza bobbiese).
La definitiva Pace di Costanza si firmò in Germania il 25 giugno del 1183, dove le città-stato dell'Italia settentrionale accettarono di restare fedeli all'Impero in cambio della piena giurisdizione locale sui loro territori.
L'imperatore perdonò il marchese Obizzo Malaspina ed accordava la pace quindi alle città della Lega come a Piacenza, ma la negò ad altre città fra le quali categoricamente Bobbio, cui fedele dai tempi di Carlo Magno all'impero non venne perdonato ne il tradimento epocale ne le rivolte precedenti in cui venne trucidato il vescovo Oberto. Non gli fu permesso di firmare gli accordi di pace e ne venne accuratamente ridimensionata la partecipazione storica anche per accese questioni politiche di rivendicazione territoriali sia da parte di Piacenza che da parte dei marchese Obizzo Malaspina (cui vi era un'alleanza imperiale firmata nel 1164 con la concessione di numerosi feudi nell'Appennino).

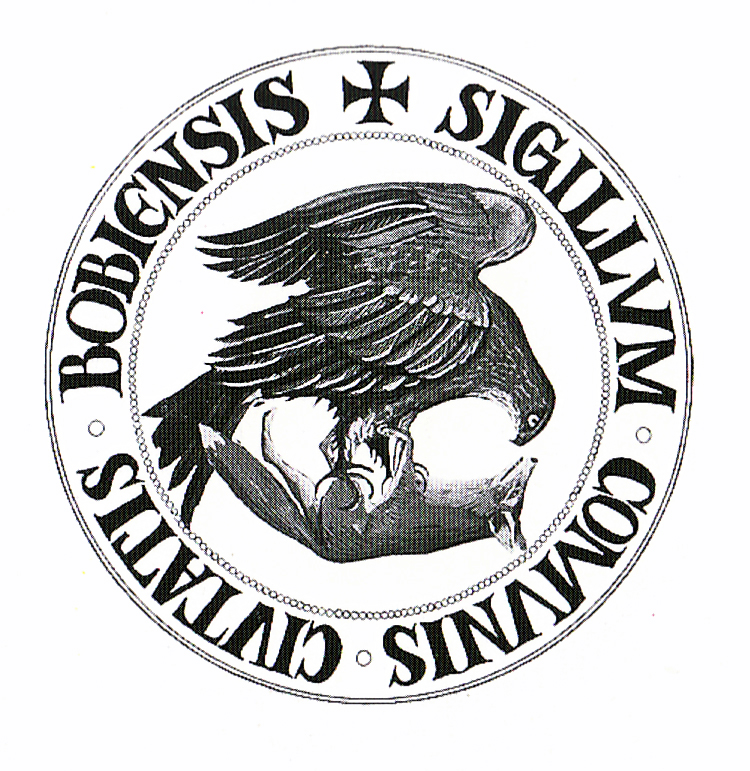
L'antico sigillo del Comune di Bobbio - XIII - XIV sec.

### Il monastero è assogettato al vescovo (1208) - Il comune podestarile (1216)

Gli statuti di Bobbio (Statuta inclitae civitatis Bobbii, 1682)

Sul finire del XII secolo la città venne cinta da un nuovo assetto murario a doppia cinta con merlature e fossati, mura ancora oggi ben visibili, con cinque porte: Cebulle, Frangule, Alcarina, Agazza, Nova. Il tessuto urbano crebbe attorno al complesso monastico; durante il XIV secolo venne diviso in terzieri: del Castello, del Duomo, di Porta Nova.
Sul principio del XIII secolo si celebra il processo di Cremona che decreta l'assoggettamento al vescovo dell'abate, causando una lenta e irreversibile crisi del monastero. Il 17 novembre 1207 a Cremona avvenne la deposizione giurata da parte del sacerdote Petrocco, in qualità di teste della parte monastica, egli rese la sua testimonianza conclusiva davanti a due delegati apostolici inviati dal papa, alla vigilia di una svolta risolutiva nell'annoso contenzioso. Petrocco chiudeva la deposizione affermendo che la gente del luogo e dei dintorni sapeva bene («tam publicam quam comunem famam esse per Bobium et in circumstantiis eius») che l'abbazia di San Colombano era sorta assai prima dell'istituzione dell'episcopato. Nel febbraio 1208 papa Innocenzo III tolse all'abate la carica di abate mitrato e sottomise definitivamente l'abbazia al vescovo di Bobbio, ossia a quell'episcopato che proprio al monastero doveva la sua nascita. Inoltre sopprimendo l'abbazia territoriale di Bobbio (abbatia nullius dioecesis) tolse al monastero le rimanenti proprietà monastiche, terriere e feudali piemontesi, lombarde, emiliane, venete e toscane, assogettandole ai vescovi locali delle diocesi di pertinenza territoriale, tranne l'arcidiocesi genovese cui dipendeva già la diocesi bobbiese e che deteneva buoni rapporti con l'abate.
L'imperatore Ottone IV nel 1209 tenta di riprenderne il controllo affidandolo al vescovo piacentino Oberto Rocca. Il comune insorge e costringe il vescovo Oberto Rocca alla fuga, ritorna il 23 novembre del 1212 quando l'esercito piacentino pone l'assedio a Bobbio.
Nel 1216 il Comune si trasforma da consolare in podestarile e viene nominato il primo podestà Fredencio. Gli statuti prevedono un governo del podestà assieme al gran consiglio ed al consiglio minore regolarmente eletto. Nel 1226 viene costruito, accanto al Duomo, il nuovo palazzo podestarile.
Nel 1222 il vescovo Oberto Rocca toglie le ultime proprietà terriere ed ecclesiastiche piacentine e parmensi al monastero e le assoggetta alla chiesa piacentina. Nel 1229 Oberto Rocca viene di nuovo messo in fuga, e Piacenza ritorna all'assalto di Bobbio, che è costretta a capitolare, con la stipula del patto di amicizia le relazioni si mantengono stabili fino alla fine del secolo.

### Epoca della Signoria del Malaspina (1304-1341)
Nel 1304 il marchese Corradino Malaspina, signore della Rocca di Carana, grazie anche all'aiuto militare del conte Filippone di Langosco, signore di Pavia, si impossessa del feudo imperiale di Bobbio diventando "Signore generale", quindi a Bobbio si instaura una Signoria cittadina. Si tratta di un governo dittatoriale, formalmente la contea ed il titolo sono ancora del vescovo, vengono sospesi gli statuti comunali e come suo vicario Corradino nomina Visconte Pallavicino.
Nel 1304 cominciò anche la costruzione del castello di Bobbio, vicino alla vecchia Basilica S. Petri, Bobbio diventa quindi la base operativa per contrastare la politica guelfa di Piacenza. Il dominio di Corradino termina nel 1341 con la presa del feudo da parte dei Visconti.

## Signoria dei Visconti e del Ducato di Milano (1341-1746)

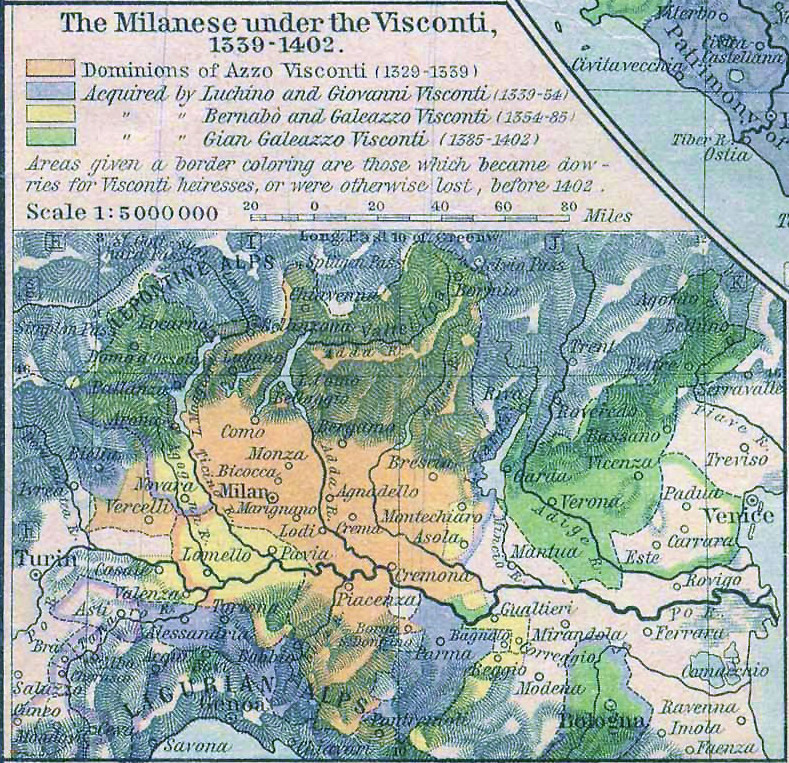
Il feudo imperiale di Bobbio passa ai Visconti

Nel 1341 Bobbio è aggregata alla Signoria di Milano sotto Luchino Visconti Signore di Milano, che nomina quale podestà Guglielmo da Lampugnano. Da questo momento Bobbio segue le alterne vicende politiche di Milano, che da Signoria diviene Ducato di Milano.
Dall'alto vegliano su Bobbio i Visconti, nel 1447 viene formata la Repubblica Ambrosiana, dal 1450 gli Sforza di Milano, a partire da Francesco I Sforza (1450-1466).
I Visconti che controllarono Bobbio furono: Luchino Visconti (1341-1349), Giovanni Visconti (1349-1354), Matteo II Visconti (1354-1355), Galeazzo II Visconti (1355-1378), Bernabò Visconti (1378-1385), Gian Galeazzo Visconti(1385-1402), Giovanni Maria Visconti (1402-1412) e Filippo Maria Visconti (1412-1436).
Per un anno nel 1413 Bernardo Anguissola, signore di Travo e della Rocca di Caverzago, sottrae Bobbio ai Visconti e vi trasferisce. Nel settembre del 1414 Filippo Maria Visconti si riprende Bobbio, mentre nei disordini Bernardo Anguissola vi trova la morte.

## La Contea di Bobbio e Voghera dei Dal Verme (1436)
Il 14 marzo 1436 il duca Filippo Maria Visconti cedette al conte Luigi Dal Verme (1436-1449), signore di buona parte dell'Oltrepò pavese e della Val Tidone, le signorie di Bobbio e Voghera, Castel San Giovanni e tutti gli altri feudi di cui il 23 maggio successivo gli concedette l'investitura feudale con il titolo comitale. Inoltre l'Abbazia di San Colombano gli aveva concesso l'investitura della sua salina di Canneto. Nel 1437 ebbe l'investitura del castello di Praticchia (Pecorara) e la villa di Pietra Corva. Nel 1438 ottenne il feudo di Torre degli Alberi (Ruino). Nel 1448 il vescovo di Bobbio Marziano Buccarini gli rinnovò l'investitura feudale di tutti i territori della valli del Tidone e del Tidoncello, che in precedenza erano stati concessi a suo padre Jacopo Dal Verme. Sempre lo stesso anno ottenne i feudi di Montarsolo, Castelletto dei Balbi e le saline, e di tutta la Corte Brugnatella, con il giuramento dei nuovi sudditi. Nel 1449 l'abate di Sant'Alberto di Butrio concedette in feudo anche Pizzocorno con i castelli.
A lui subentrò il figlio Pietro II Dal Verme (1449-1485), che ebbe conferma di tutte le investiture feudali e comitali acquisendo i feudi di Casturzano, Bilegno e Casanova fra Borgonovo Val Tidone e Pianello Val Tidone. Il conte Pietro II morì a Voghera nel 1485, avvelenato dalla seconda moglie Chiara Sforza Visconti; mandante dell'omicidio fu il duca di Milano Ludovico il Moro. Le contee di Bobbio, Voghera, la signoria di Castel San Giovanni e tutti feudi vermeschi furono assegnate alla camera ducale; altri feudi vennero assegnati a piacimento da parte del duca Ludovico il Moro a persone a lui devote.

### Bobbio ed i feudi vermeschi assegnati a Galeazzo Sanseverino (1489-92-1499)
Nel 1489 Ludovico il Moro infeudò il conte Galeazzo Sanseverino dei feudi di Zavattarello, Rocca d'Olgisio, Pianello Val Tidone, Romagnese, Pecorara e la sua valle, mentre nel 1492 gli furono concesse come dote le contee di Bobbio, Voghera e Castel San Giovanni dopo il matrimonio con Bianca Giovanna Sforza, figlia dello stesso Ludovico.

### 1^ Occupazione francese del Ducato di Milano - Bobbio assegnato a Bernardino Da Corte (1499-1500)
Nel frattempo si preparava per il ducato di Milano la guerra con la Francia, e i Dal Verme Marc'Antonio e Federico, figli di Taddeo, figlio del conte Luigi e fratello del conte Pietro II che speravano sempre in un reintegro nei feudi colsero l'occasione per schierarsi con i francesi già nel 1495, venendo dichiarati ribelli e messi al bando dallo stato.
Nel 1499 il re di Francia Luigi XII invade l'Italia sia per conquistare il regno di Napoli che il ducato di Milano cui si considerava legittimo erede, in quanto nipote di Valentina Visconti, figlia del primo duca Gian Galeazzo, mentre gli Sforza, attuali duchi, discendevano dalla illegittima Bianca Maria Visconti, figlia del duca Filippo Maria. Al comando dell'esercito francese vi è Gian Giacomo Trivulzio acerrimo nemico del duca Ludovico, che divenne governatore generale di Milano con la presa della città nel settembre del 1499. A sorpresa il Tivulzio intima subito ai Dal Verme di abbandonare tutti i feudi di cui si erano ben presto rimpossessati oltre Bobbio, considerando illegittima la loro discendenza.
Il feudo di Bobbio, Voghera e Castel San Giovanni venne quindi dato a Bernardino Da Corte, castellano di Milano, il 16 settembre del 1499, ma i Dal Verme fecero proteste ufficiali e quindi convennero poi in accordo con il Da Corte il 18 gennaio 1500 di cedere i feudi occupati in cambio di Zavattarello, Ruino, Romagnese e Trebecco.

### I Dal Verme rioccupano Bobbio - Assedio di Bobbio ed assegnazione a Ludovico di Lussemburgo (1500-1504)
Nel frattempo Ludovico il Moro aveva rioccupato Milano nel febbraio del 1500, forte dell'alleanza con l'imperatore Massimiliano I d'Asburgo, e i Dal Verme avevano rioccupato i loro territori, mandando Pier Antonio ed Eleuterio Dal Verme, figli del defunto Giovanni fratello del conte Pietro II e di Taddeo, a rioccupare Bobbio il 15 febbraio del 1500, sostenuti anche dalla popolazione bobbiese.
Ma Ludovico il Moro, tradito dalle truppe alleate svizzere, venne catturato a Novara nell'aprile del 1500 dai francesi e condotto in Francia dove morì nel 1508. Di lì a poco Bernardino Da Corte venne subito a morte ed il re di Francia non riconoscendo i patti spossessa i Dal Verme dei feudi riaccquisiti ed assegna il feudo ed il titolo di conte di Bobbio, Voghera e Castel San Giovanni a Ludovico di Lussemburgo, già conte di Ligny, nel giugno del 1500.
Nell'ottobre del 1500 il conte Ludovico di Lussemburgo assieme a Carlo II d'Amboise, conte di Chaumont e capo delle armate francesi, pone l'assedio a Bobbio. La conclusione è tragica, vengono distrutte buona parte delle mura cittadine e del castello, circa 200 saranno i morti bobbiesi e 20 seguaci dei Dal Verme vennero messi subito a morte ed impiccati come ribelli. Pier Antonio ed Eleuterio Dal Verme dapprima catturati e poi fuggitivi a Crema e nei territori della Repubblica veneziana, vengono condannati a morte.
I Dal Verme, Marc'Antonio e Federico, nel frattempo rifugiati presso l'imperatore Massimiliano I d'Asburgo, vedono il 23 ottobre del 1502, confermate tutte le loro investiture che erano state fatte assieme a quella di Bobbio nel 1436 al conte Luigi, un importante riconoscimento di cui trassero partito negli anni successivi. Nel 1504 muore il conte Ludovico di Lussemburgo e la Camera del ducato di Milano occupò Bobbio e tutti i suoi feudi.

### Il Ducato di Milano torna agli Sforza - Bobbio ritorna ai Dal Verme (1512-1515)
Nel 1512 Milano venne occupata dalle truppe imperiali di Massimiliano I, eredita il ducato Massimiliano Sforza, a loro volta i conti Marc'Antonio e Federico Dal Verme rioccupano Bobbio ed i loro feudi il 19 giugno del 1512. Nel 1513 hanno la riconferma delle investiture feudali da parte del duca Massimiliano Sforza ed anche la conferma delle investiture feudali civili e vescovili da parte del papa Leone X, nonostante l'opposizione del vescovo di Bobbio, antico titolare del titolo comitale. Intanto i Dal Verme forti del legittimo riconoscimento si premurarono di regolare i conti con i loro avversari politici, saccheggiando e devastando feudi e castelli degli avversari, invadendo anche il piacentino e devastando tutti i possedimenti degli Scotti.

### 2^ occupazione francese del Ducato di Milano - Bobbio come Marchesato assegnato nuovamente a Galeazzo Sanseverino (1516-1521)
I Dal Verme però, solo per poco tempo poterono tenere Bobbio ed i loro feudi recuperati, infatti nel 1515 il nuovo re di Francia Francesco I, alla testa delle sue truppe, sconfisse a Marignano il duca Massimiliano Sforza, che catturato venne condotto in Francia dove morì nel 1530.
Il 27 gennaio 1516 il re di Francia concedette Bobbio e tutti i feudi nuovamente al conte Galeazzo Sanseverino che con un secondo diploma fu pure creato marchese di Bobbio. Il Marchesato di Bobbio era formato dalle contee di Bobbio e Voghera, dalle Signorie Malaspiniane dell'Oltrepò e di Varzi e dalla contea di Tortona (assieme al Vescovado).
Il dominio del Sanseverino fu però tutt'altro che duraturo e pacifico, infatti i Dal Verme forti delle truppe e mezzi militari imperiali sempre nel 1516 occuparono temporaneamente Bobbio, facendo scorrerie e rappresaglie contro i signori piacentini francofili nell'Oltrepò, in Val Trebbia, in Val Tidone e nel piacentino. Federico Dal Verme si spinse fin sotto le mura di Piacenza, minacciando di prendere la città. Nel 1517 i francesi si riprendono i territori vermeschi, occupando anche la Rocca d'Olgisio, ultima fortezza rimasta ai Dal Verme; Giacomo Dal Verme è condannato a morte assieme ai suoi seguaci, ma riesce a fuggire.

### Francesco II Sforza duca di Milano - La Contea di Bobbio e Voghera torna ai Dal Verme
Nel 1519 muore l'imperatore Massimiliano I d'Asburgo e succede nella carica il nipote Carlo V d'Asburgo, che considerandosi legittimo sovrano del ducato di Milano inizia nel 1521 la guerra con la Francia per il ducato. Lo stesso anno occupa Milano e pone come duca Francesco II Sforza, secondogenito di Ludovico il Moro. Il 15 marzo 1521 conferma i Dal Verme nel possesso, almeno nominale di Bobbio e dei loro feudi. Il 15 marzo del 1522, Federico Dal Verme riesce a recuperare la temibile Rocca d'Olgisio.
La Battaglia di Pavia nel 1525 vide la morte anche del condottiero e conte Galeazzo Sanseverino e segna definitivamente la fine del dominio francese in Italia del nord e l'inizio di quello spagnolo, con la Pace di Cateau-Cambrésis del 1559.
Nel 1525 la famiglia Dal Verme si stabilisce definitivamente nel castello di Bobbio, Marc'Antonio e Federico Dal Verme infatti riescono a tornare a Bobbio, assumono abusivamente il titolo di marchesi di Bobbio, ma furono ben presto obbligati alla loro precedente intitolazione comitale legittima. Il 28 giugno 1533 il duca Francesco II Sforza conferma l'investitura dei loro feudi antichi, tranne Castel San Giovanni nel piacentino e Coenzo nel parmense.

### I Dal Verme dividono le contee: La Contea di Bobbio a Federico, la Contea di Voghera a Marc'Antonio
Il 12 luglio 1530 nella Rocca d'Olgisio i due fratelli Marc'Antonio e Federico si accordano per la divisione delle due contee, dei feudi e dei beni familiari: a Federico fu assegnata la Contea di Bobbio con le saline, le signorie ed i feudi di Romagnese, Pianello Val Tidone e la Rocca d'Olgisio, Pecorara e la sua valle, Corte Brugnatella e altri feudi. A Marc'Antonio fu assegnata la Contea di Voghera e le signorie ed i feudi di Zavattarello, Ruino, Trebecco, Lazzarello, Torre degli Alberi, il marchesato di Pietragavina e altri feudi nell'Oltrepò pavese.
Il 19 novembre 1531 la Comunità di Bobbio giurò fedeltà allo stesso Federico, alla presenza del podestà Gian Paolo Ferrari.
Nel 1535 morì l'ultimo della casata degli Sforza, il duca Francesco II Sforza, e quindi subentrerà anche nel Ducato di Milano per testamento e per eredità parentale direttamente l'imperatore Carlo V d'Asburgo, già imperatore del Sacro Romano Impero, arciduca d'Austria, re di Spagna, delle Indie e dei Paesi Bassi, duca di Borgogna, re di Napoli, re di Sicilia, re di Sardegna e, dal 1530, re d'Italia, con la Corona ferrea dei re longobardi; quindi con i diplomi del 24 ottobre e del 21 dicembre 1536 confermò ulteriormente i feudi di Federico Dal Verme.
Il capostipite della linea di Bobbio è quindi Federico Dal Verme dal 1530 e l'ultimo è Carlo Dal Verme nel 1759.
Nel frattempo, dopo che era finita l'occupazione francese del ducato milanese, Piacenza dal 1521 era divenuta dominio di Papa Paolo III Farnese, che la concedette in feudo assieme a Castel San Giovanni (passata ai Pallavicino dal 1504) e Parma, nel 1545 al proprio figlio naturale, il neo-duca Pier Luigi Farnese, da cui ebbe origine la dinastia dei Farnese a capo del nuovo Ducato di Parma e Piacenza, che confinò con il Bobbiese fino all'Unità d'Italia.
Sempre nel 1545 i figli di Federico Dal Verme si divisero i suoi possedimenti: a Gian Maria (detto Giano) Dal Verme toccarono Bobbio, Corte Brugnatella e Romagnese, mentre a Luchino Dal Verme, capostipite della linea di Piacenza, toccarono Pianello Val Tidone, la Rocca d'Olgisio e Pecorara, dovendo giurare fedeltà a Pier Luigi Farnese nel cui territorio ricadevano tali feudi.

## Periodo spagnolo

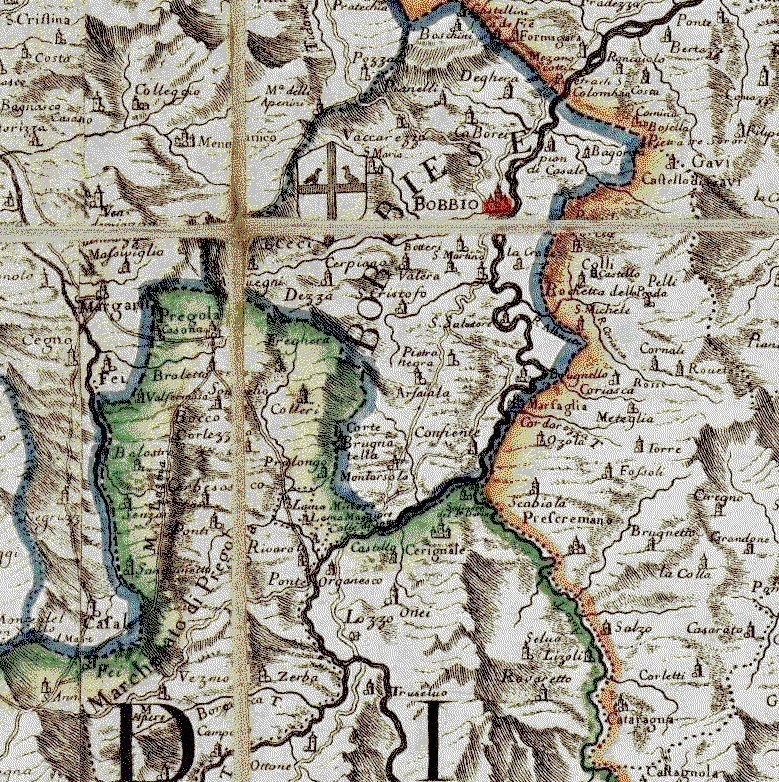
La Contea di Bobbio (dalla Carta del Borgonio, secolo XVII)

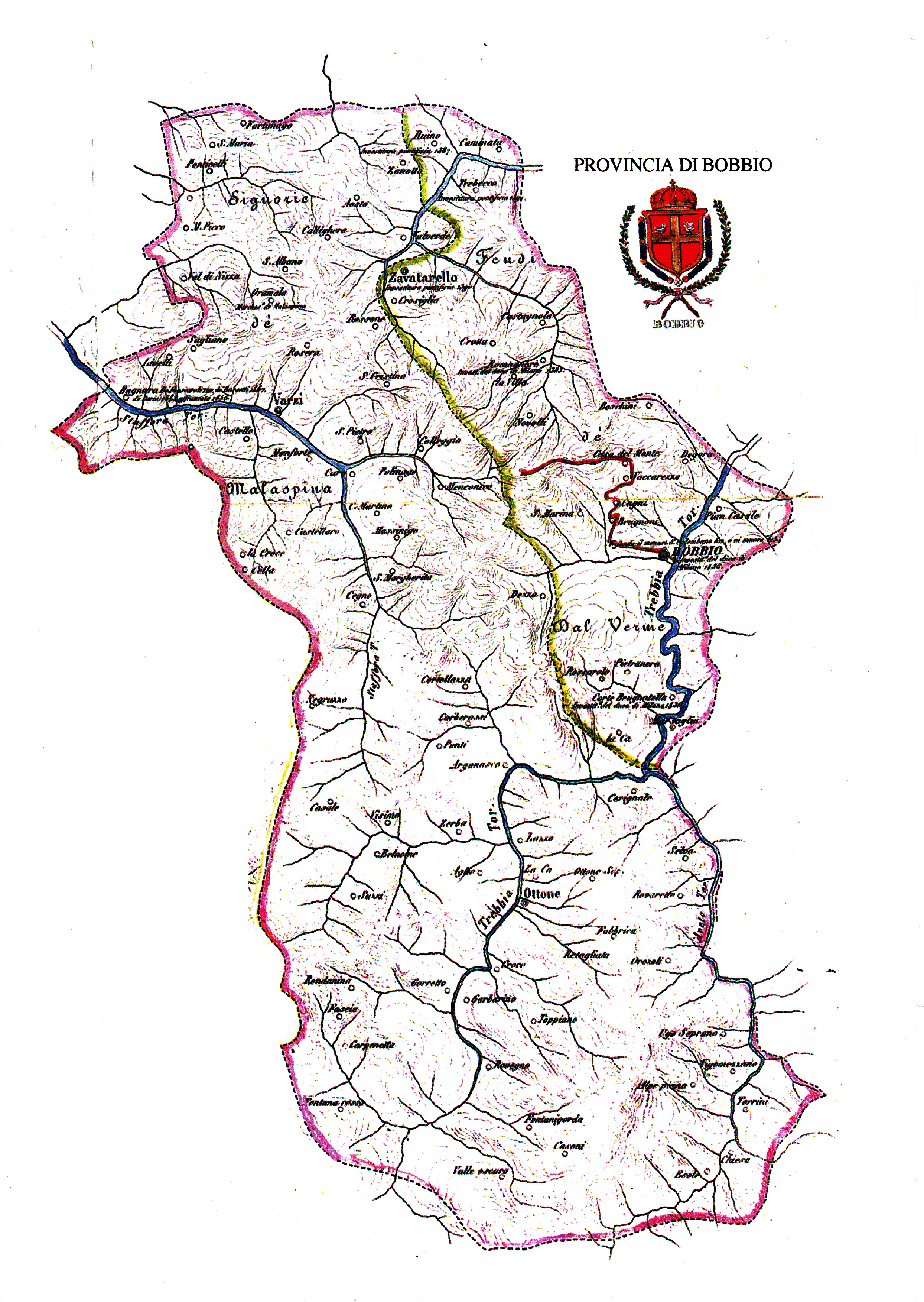
La Provincia di Bobbio

Dal 1559 al 1713 Bobbio dipende dalla Spagna con la Pace di Cateau-Cambrésis.
Nel 1593 Voghera tolse il feudo ai Dal Verme per presunte questioni di discendenza legittima, diventando una Contea autonoma sempre sotto il Marchesato, divenuto geograficamente obsoleto e poi retrocesso solo a titolo nobiliare.
Il Conte Marc'Aurelio Dal Verme, da Voghera si rifugia assieme alla corte nel castello di Trebecco, ove rimase fino alla morte e alla sepoltura avvenuta all'interno del maniero nel 1601.
Dall'agosto del 1630 al novembre del 1631 Bobbio ed il territorio furono duramente colpite dalla grande epidemia di peste ampiamente descritta da Alessandro Manzoni, alla fine il numero dei decessi sfiorò quasi la metà dell'intera popolazione della contea.

## Periodo austriaco e formazione della Provincia di Bobbio
Dal 1713 al 1746 Bobbio appartiene all'Austria con il Trattato di Utrecht.
Il 13 settembre 1743 si forma la Provincia di Bobbio con il trattato di Worms, confermato con il Trattato di Aquisgrana del 18 ottobre 1748, che assomma la Contea di Bobbio con le Langhe Vermesche e le varie signorie dei Malaspina dell'Oltrepò (Varzi, Godiasco, Oramala-Val di Nizza, ecc.), perdendo Grondona e la val Curone che sono posti nella Provincia di Tortona.

## Periodo piemontese

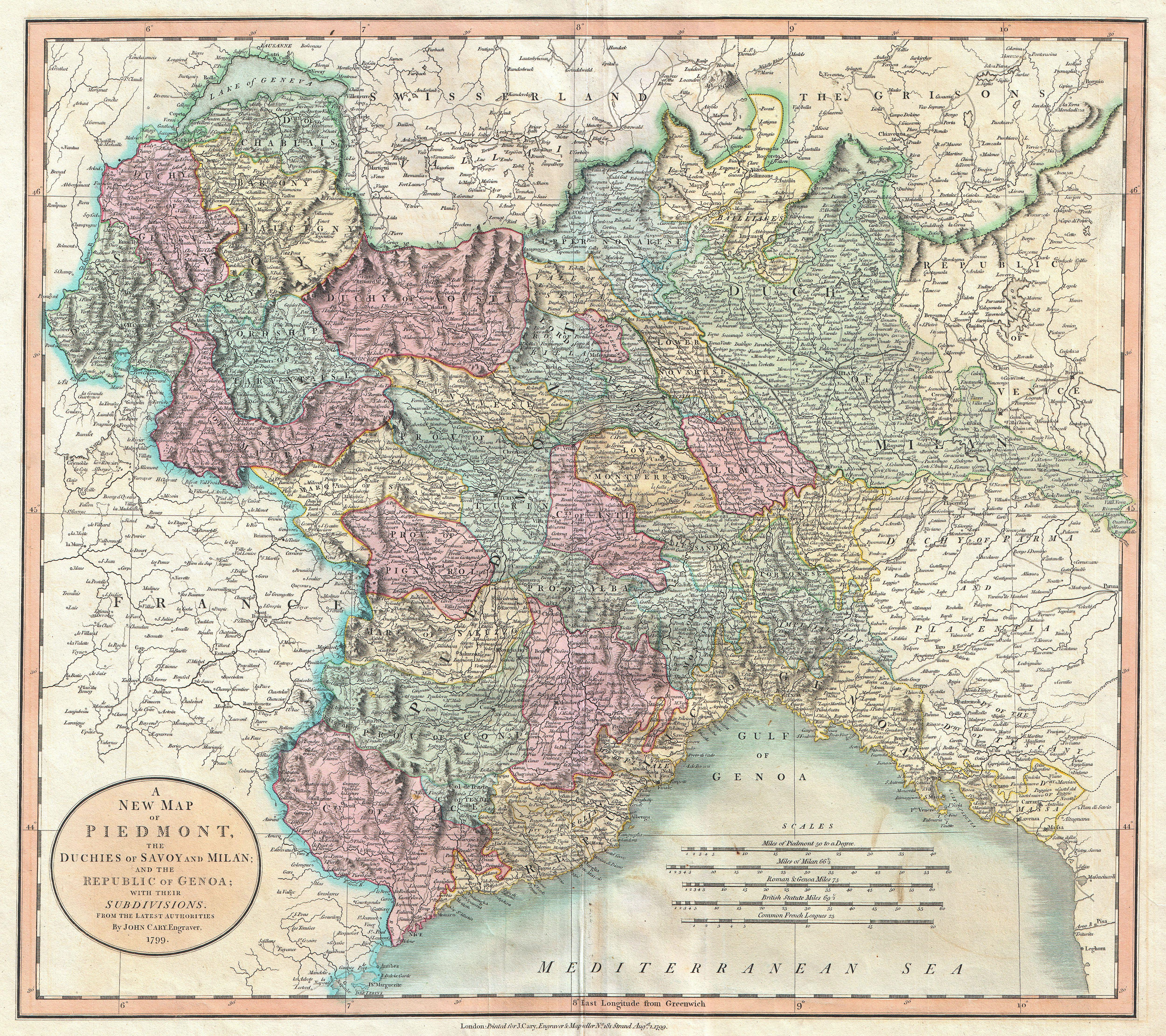
Bobbio nel Regno di Sardegna

Dal 1746 al 1797 la ex contea di Bobbio è aggregata al Regno di Sardegna assieme all'ex contea di Voghera che ne è capoluogo ed altri feudi (nonostante l'istituzione della provincia di Bobbio nel 1743, essa sarà effettiva formalmente solo in seguito dopo il passaggio nel contado bobbiese dei feudi dell'Oltrepò e la definizione dei confini con il piacentino), grazie alla Rivolta di Genova (del Balilla) e alla donazione di Maria Teresa d'Austria per sottrarla a Genova che l'aveva occupata. Nel 1770 il Marchesato di Bobbio, ormai superato, viene abolito e rimane solo come titolo nobiliare. La frazione di Dezza fino allora posta sotto Brallo di Pregola passa nel territorio comunale di Bobbio.
Il 10 marzo 1766 vi fu inoltre una convenzione con il Ducato di Parma e Piacenza con la modifica dei confini, e le successive Regie Patenti del 12 maggio 1766 aggregarono al Bobbiese alcune terre da lungo tempo in contenzioso fra il fiume Trebbia vicino al monte Barberino e la Spanna di S. Colombano fino al monte di Pietra Corva con le frazioni di Castellina, Cà di Malosso, Boschini, Casa Uccellone, Casa Costa, Colorazze ed altri minori.
Con il Regio Editto 15 settembre 1775 diviene operativa la provincia di Bobbio che assomma l'antico contado bobbiese con Corte Brugnatella (da sempre unita a Bobbio), il Feudo di Fortunago, le varie signorie dei Malaspina dell'Oltrepò (Varzi, Godiasco, Oramala-Val di Nizza, ecc.), il feudo di Cecima e le cosiddette Langhe Vermesche (Zavattarello, Valverde, Pietra Gavina, Trebecco, Ruino, Romagnese) ed altri feudi.

## Periodo napoleonico e Risorgimento
Nel 1796 i francesi di Napoleone entrarono a Bobbio e venne eretto l'albero della libertà.
Il 17 ottobre 1797 con il Trattato di Campoformio, l'imperatore d'Austria Francesco II rinunciava ai feudi Imperiali liguri, fra i quali Bobbio, accettando la loro unione alla Repubblica Ligure.
Nel 1799 avviene la seconda Battaglia della Trebbia tra i francesi che si rifugiano nel Castello Malaspiniano e gli austriaci e russi della Seconda Coalizione che vincono e occupano il territorio, per poi dirigersi a Genova per cingerla d'assedio, ma solo per un anno, fino alla Battaglia di Marengo del 1800.
Dal 1801 Bobbio sempre nella Repubblica Ligure passa sotto il Dipartimento di Marengo, che comprendeva inizialmente i territori delle ex province piemontesi di Alessandria, Casale Monferrato, Tortona, Voghera e Bobbio. Nel 1805, dopo l'annessione della Repubblica Ligure allo Stato francese, Bobbio assieme a Voghera e Tortona passò nel Dipartimento di Genova.
Nel settembre del 1801 il Monastero venne soppresso. Nel 1803 subì la stessa sorte la sede vescovile, e si misero all'asta i volumi della biblioteca. Nel 1806 colonne d'Insorgenti occuparono Bobbio per pochi giorni.
Nel 1815 i documenti dell'archivio del monastero di San Colombano, assieme a quelli del monasteri di San Francesco e Santa Chiara, vennero trasferiti a Voghera, poi ad Alessandria e intorno al 1820 vennero trasportati a Torino insieme ai codici raccolti da Amedeo Peyron e dal canonico Giacinto Pezzi.
Nel 1805 la famiglia Dal Verme vendette il castello all'avvocato Paolo della Cella; verso la fine del secolo, il castello venne nuovamente venduto alla famiglia Piccinini.
Dal 1815, col Congresso di Vienna, Bobbio ridiviene provincia del Regno di Sardegna, compresa nella Divisione di Genova. La provincia di Bobbio aggregava 27 comuni in 3 mandamenti, con una popolazione di 36.906 unità, molti ora sono sotto la provincia di Pavia e di Genova, come ad esempio Varzi e Brallo di Pregola e tutta l'alta Val Trebbia aggregando nuovamente Ottone, Cerignale e Zerba, tranne Torriglia e Santo Stefano d'Aveto che erano direttamente sotto Genova.
Nel 1817 re Vittorio Emanuele I propose a Pio VII la restaurazione della Diocesi di Bobbio.
Nel 1836 a Bobbio si verificò un'epidemia di colera che causò più di 500 morti.
Dal 1848 la provincia di Bobbio venne sospesa dalla Divisione di Genova per aggregarla alla Divisione di Alessandria, il passaggio fu politico, mentre il passaggio amministrativo ufficiale non avvenne per i successivi fatti risorgimentali.
Nel 1854 il colera asiatico colpì nuovamente Bobbio causando più di 400 morti e l'anno successivo si contarono in tutta la provincia 764 morti. Nel 1857 colpì nuovamente Mezzano causando 93 morti.
Nel 1859 la provincia di Bobbio partecipa al Risorgimento e viene occupata il 12 maggio da 350 soldati austriaci provenienti da Rivergaro che si stanziano nei pressi della città, nel cuore della notte tra il 13 e 14 maggio le avanguardie provano a forzare le difese, ma vengono subito fermate e in poche ore respinte con le truppe oltre Perino. Essi volevano impadronirsi della Val Trebbia e dell'Oltrepò per fermare le truppe francesi che sbarcavano a Genova. La città di Bobbio si ribella all'arrivo delle truppe austriache a Rivergaro, e partecipa assieme alla Guardia Nazionale di Bobbio, istituita dal sindaco Pietro Fossa il 27 febbraio 1859, agli scontri che fermano gli austriaci, inoltre da Varzi e dai paesi circostanti partiva gente armata per unirsi ai combattimenti. La Guardia Nazionale riesce a far ritirare le truppe straniere sia dalla città che da Mezzano Scotti e Perino fino allora dipendenti dal Ducato di Parma e Piacenza e quindi austriache, vi sono dei feriti fra i quali il sottotenente Luigi Losio, comandante della locale guardia nazionale e ferito alle mura nella difesa della contrada di Porta Nova; un certo Mozzi detto Contino, di professione sarto, venne preso prigioniero dai soldati in fuga e poi liberato; infatti usato come scudo umano consentì alle truppe di lasciare il paese senza perdite e con soli due feriti: un ufficiale ed un soldato. Nel frattempo, avvertiti i francesi che non erano ancora del tutto pronti, da Genova parte il 3º reggimento degli Zuavi che si avvia per Ottone e Bobbio. Fra il 16 ed il 17 maggio arrivarono le truppe francesi che difenderanno il territorio. Il 20 maggio vi fu la Battaglia di Montebello, limitrofa al territorio della provincia; con la sconfitta austriaca la zona fu liberata poi definitivamente fino a Piacenza, occupata dai piemontesi l'11 giugno.

## Dopo l'Unità, il XX secolo

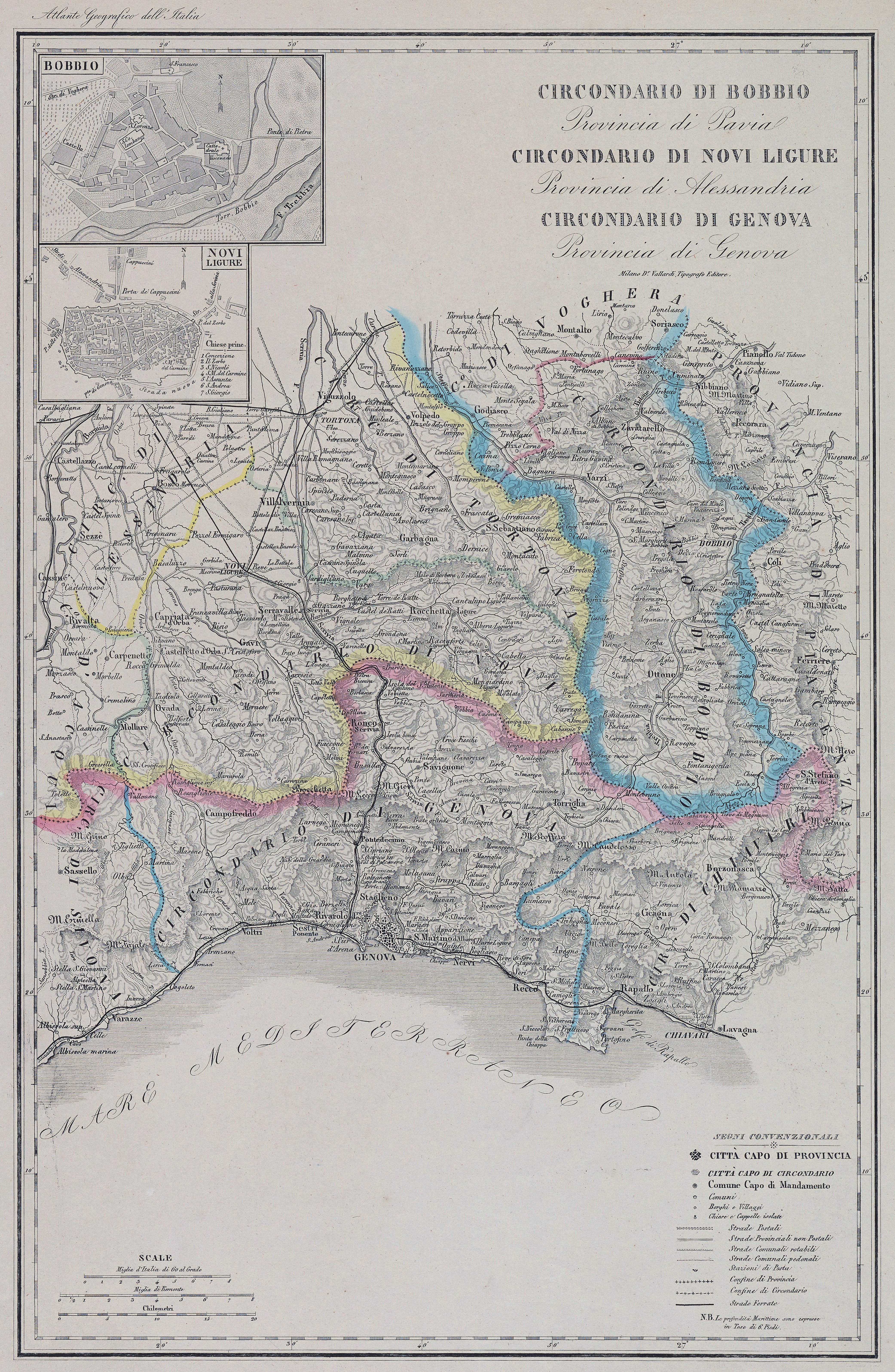
Il Circondario di Bobbio (Milano Dr. Vallardi, Tipografo Editore, 1868 circa)

Dal 1859, con l'Unità d'Italia e il Decreto Rattazzi, ci fu un riordinamento amministrativo del Regno che trasformò la provincia di Bobbio nell'omonimo circondario, assegnato alla nuova provincia di Pavia; il territorio corrispondeva a quello della soppressa provincia di Bobbio del Regno di Sardegna, appartenuta alla Divisione di Genova.
Nel 1867, dopo circa dieci anni dall'ultimo episodio, il colera colpì nuovamente il territorio, furono pochi paesi ad essere colpiti: in val Trebbia solo in alcune frazioni di Bobbio (San Salvatore con 4 morti e verso il Penice: Vaccarezza, Zandalasini e Cà del monte con 8 morti), mentre furono flagellati quattro paesi appena al di là del Penice: Menconico, Romagnese, Ruino e Caminata con in totale 219 morti.
Il 6 gennaio del 1904 è inaugurato a Bobbio il nuovo impianto di illuminazione pubblica elettrica a candele ad incandescenza che ha sostituito il vecchio impianto ad illuminazione a gas, negli stessi giorni è entrato in funzione anche il nuovo acquedotto pubblico della sorgente degli Arelli, con due fontane pubbliche una realizzata in piazza San Francesco e l'altra in piazza Fringuella; l'acquedotto canalizzato perviene nel centro cittadino attraversando il Ponte Gobbo e diramandosi fino al castello punto più elevato della città.
Il circondario di Bobbio fu abolito nel 1923, nell'ambito di una generale riduzione dei circondari. I comuni che lo componevano furono così spartiti:
- alla provincia di Genova (circondario di Genova) i comuni di Fascia, Fontanigorda, Gorreto, Rondanina e Rovegno
- alla provincia di Pavia (circondario di Voghera) i comuni di Bagnaria, Cella di Bobbio, Fortunago, Menconico, Pregola, Sagliano di Crenna, Sant'Albano di Bobbio, Santa Margherita di Bobbio, Val di Nizza, Valverde, Varzi
- alla provincia di Piacenza (circondario di Piacenza) i comuni di Bobbio, Caminata, Cerignale, Corte Brugnatella, Ottone, Romagnese, Ruino, Trebecco, Zavattarello e Zerba

Dal 1923 quindi Bobbio perse ogni autonomia che aveva dalla sua fondazione da parte di San Colombano dal 614 e difatti furono chiusi sia il Tribunale che le carceri mandamentali (ancora oggi visibili).
Sempre nel 1923 il comune di Bobbio incorporò le frazioni di Bertuzzi e Callegari, prima sotto il comune di Coli.
Nel 1925 si formò il nuovo circondario di Bobbio a cui venivano uniti i comuni di Coli e Pecorara.
Lo smembramento del 1923 comportò in seguito numerose proteste degli abitanti dei centri dell'alta valle, desiderosi di rimanere sotto la giurisdizione pavese. Le proteste culminarono nella cosiddetta Marcia su Bobbio e nell'indizione di alcuni referendum che, tenutisi già il 27 febbraio 1925, videro la vittoria della fazione che chiedeva il ritorno in provincia di Pavia. Nel 1926, in parziale accoglimento dei risultati dei referendum, i comuni di Romagnese, Ruino e Zavattarello vennero annessi alla provincia di Pavia, provvisoriamente assegnati al circondario di Voghera e retti da un Podestà, mentre Caminata e Trebecco rimasero parte della provincia di Piacenza. Il mancato ritorno alla provincia di Pavia suscitò una reazione violenta nei cittadini di Trebecco che causarono la fuga del Podestà, il quale riuscì a ritornare nel paese solo grazie alla scorta effettuata da parte dei carabinieri reali. In seguito a questo episodio, successivamente nel 1928, i comuni di Trebecco e Caminata saranno privati della loro autonomia, venendo aggregati al comune di Nibbiano con la motivazione di aver preso parte ad attività antifasciste.
Nel 1927 la frazione di Mezzano Scotti, scorporata dal comune di Travo, viene aggregata al comune di Bobbio. Il progetto di delimitazioni territoriale e di separazione patrimoniale fra il comune di Travo e la distaccata frazione di Mezzano Scotto (come era fino ad allora denominata) fu complessa, specie sui confini e sui debiti che doveva accollarsi Bobbio. Infatti vi era l'annoso problema del Ponte di Travo, che aveva generato alti debiti. La soluzione venne trovata accollando per 19 anni il debito di L.20.000 annue al comune di Bobbio. Inoltre dopo l'aggregazione il nome della frazione venne mutato in Mezzano Scotti, dalla famiglia feudataria Scotti, che l'ebbe in possesso come feudo dall'Abate del Monastero di San Colombano, dopo il loro arrivo dalla Scozia.
Sempre nel 1927 è aperto il nuovo cimitero monumentale di Bobbio in località Cognolo, a circa due chilometri dal centro cittadino, sorge a monte della strada statale ai fianchi dei vigneti del marchese Malaspina; viene così a chiudersi il vecchio cimitero comunale fondato nel 1824 sulle rive del torrente Dorbida nei pressi di Corgnate.

### La Repubblica di Bobbio

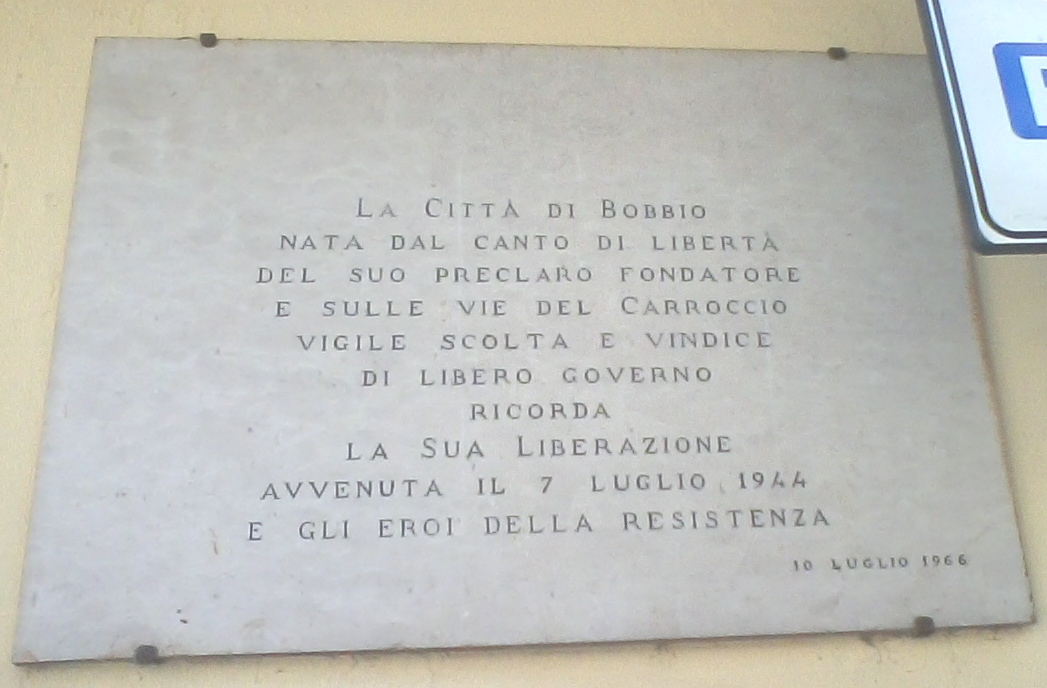
Targa sull'entrata del Palazzo Comunale a ricordo della liberazione e della Repubblica di Bobbio

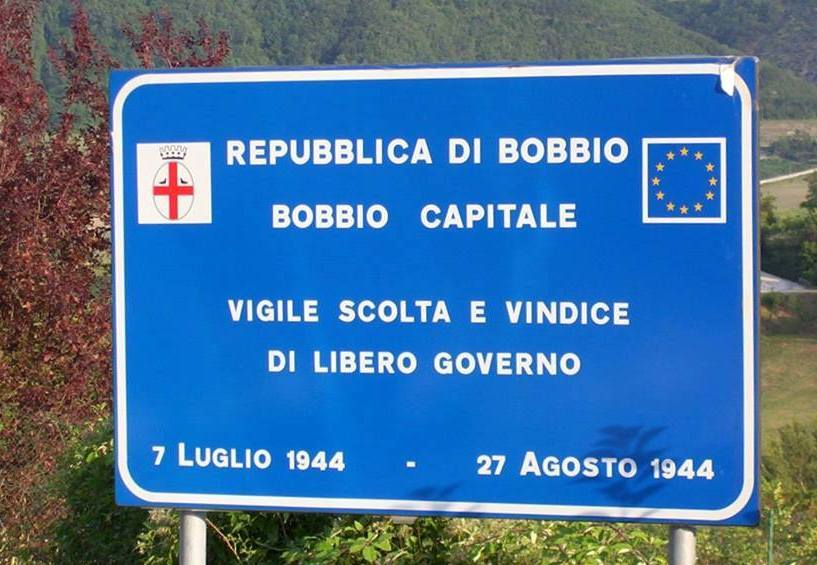

Nell'ultima guerra mondiale i partigiani liberano la città dando vita alla Repubblica di Bobbio, la prima città libera del Nord Italia, dal 7 luglio al 27 agosto 1944. La Repubblica si estendeva per 90 km da Rivergaro a Torriglia, con propaggini in Oltrepò e Val Tidone e Val d'Aveto. Radio Londra annunciò «Bobbio, la prima città del Nord Italia è liberata» Dopo 3 settimane, per amministrare la "Repubblica", vennero scelti abitanti del luogo non compromessi col regime fascista.
La "Repubblica" era logisticamente indipendente dal punto di vista alimentare, sanitario e militare. Erano presenti anche due tipografie.
Il 22 agosto i tedeschi iniziarono un'azione offensiva che si concluse, dopo la Battaglia del Penice del 27 agosto, con lo scioglimento della Repubblica e l'occupazione nazifascista di Bobbio il 29 agosto 1944.
Bobbio subì alterne vicende con liberazioni e rioccupazioni, fino alla definitiva liberazione il 4 marzo del 1945.
Tra i personaggi legati alla Repubblica si ricorda il comandante partigiano Ten. Fausto Cossu, ufficiale dei carabinieri che fra la fine del 1943 ed inizio del 1944 formò dapprima la Banda La Senese poi Compagnia Carabinieri Patrioti e divenne comandante dell'intera Divisione GL Giustizia e Libertà piacentina con 11 brigate con circa 4.000 uomini.
Dopo la Battaglia di Monticello del 15-16 aprile e la liberazione di Rivergaro il 20 aprile, avvenne la liberazione di Piacenza il 28 aprile 1945.

### Le alluvioni della Trebbia e l'alluvione del 2015
Il 17 luglio 1908 si verificò un violento nubifragio con una piena straordinaria della Trebbia che devastò case e campagne soprattutto nel territorio del mandamento di Ottone, con gravi danni nell'abitato di Gorreto, distruggendo cinque ponti lungo la statale 45 interrompendo le comunicazioni stradali fra Ottone e Torriglia, e la linea telegrafica fra Bobbio e Genova. Danni ed allagamenti anche nel piacentino a Rivergaro e a Sant'Antonio a Trebbia nei pressi di Piacenza, i danni maggiori alle campagne piacentine con la distruzione dei raccolti specie di frumento; furono messi in salvo molti materiali, bestiame e persone grazie al pronto preavviso telegrafico partito da Bobbio prima dell'imminente piena.
Distruzioni imponenti e danni più ingenti si verificarono, invece, con l'alluvione che colpì la val Trebbia il 19 settembre 1953, causata da un nubifragio che portò alla caduta di 280 mm di pioggia che in poche ore interessò la parte alta della valle, dal genovese fino a Marsaglia, e che provocò 10 morti, imponenti distruzioni e ingenti danni tra i quali in alta valle la messa in fuori uso di numerose centrali elettriche, l'interruzione della strada statale 45 con numerose frane e il crollo del ponte sul fiume a Marsaglia, che fu poi ricostruito tra il 1958 e il 1959 su progetto di Riccardo Morandi.
Nella notte del 14 settembre 2015 una parte della provincia di Piacenza fu devastata dalle esondazioni improvvise del Nure dell'Aveto e della Trebbia, dovute al maltempo e ad ammassi di detriti, che causarono danni ingenti, il crollo del Ponte di Barberino sulla Trebbia e la morte di tre persone in val Nure. Le località più colpite furono Roncaglia, Pontenure, Ponte dell'Olio, Bettola, Farini, Ferriere, Rivergaro, Bobbio, Corte Brugnatella e Ottone; colpita anche l'alta val d'Aveto genovese nei comuni di Rezzoaglio e Santo Stefano d'Aveto, l'alta Val Trebbia genovese nei comuni di Gorreto, Propata, Torriglia ed i limitrofi comuni di Montoggio e Valbrevenna in alta val Scrivia.